# 耶莱娜·武科维奇
耶莱娜·武科维奇（1975年2月15日—），克罗地亚女子田径运动员。她曾代表克罗地亚参加2000年、2004年、2008年和2012年夏季残疾人奥林匹克运动会田径比赛，其中2004年夏季残奥会获得一枚铜牌。